# Schwingungsrheometrie
Die Schwingungsrheometrie beschäftigt sich mit instationären, d. h. oszillatorischen, rheologischen Messungen. Im Gegensatz zur stationären Messung wird die Probe dabei nicht einer kontinuierlichen, sondern einer sinusförmig schwingenden Deformation ausgesetzt. Damit werden rheologische Messungen an Festkörpern möglich, die sich nur in einem begrenzten Umfang verformen lassen.

## Auswertung
Anders als bei rheologischen Rotationsversuchen gibt es bei rheologischen Oszillationsversuchen zwei linear unabhängige Vorgabegrößen: Amplitude und Frequenz. Aus ihnen entstehen zwei ebenfalls linear unabhängige Antwortgrößen: Antwortamplitude und Phasenverschiebung. Typische rheologische Messungen, zu deren Auswertung sie herangezogen werden, sind der Amplituden- und der Frequenzsweep. 
Antwortamplitude und Phasenverschiebung können mittels komplexer Zahlenrechnung  mathematisch umgeformt werden in den Speichermodul {\displaystyle G'} und den Verlustmodul {\displaystyle G''}, jeweils in Pascal (Pa). Die beiden Moduln stehen für den elastischen und für den viskosen (d. h. reibungsbehafteten) Anteil des Materials am komplexen Schubmodul.  Mit ihnen lässt sich viskoelastisches Materialverhalten näher charakterisieren, die Probe einem rheologischem Modell zuordnen und dessen Parameter bestimmen. Als Summenparameter der beiden Größen wird häufig auch der Betrag der komplexen Viskosität angegeben, der analog der dynamischen Viskosität ein Maß für die Zähigkeit einer Masse ist.

## Praxis
Ein Vorteil der Schwingungsrheometrie ist, dass bei geringen Amplituden der Schwingung die Probe kaum geschert wird und so etwaige Strukturen im Material nicht zerstört werden. Dies ist z. B. bei der Untersuchung von Effekten wie Thixotropie oder von Gelierprozessen hilfreich. So liefern auf Grund einer erheblichen Verbesserung der Messtechnik in den letzten Jahren moderne luft- oder magnetgelagerte Rheometer schon ab einem Drehmoment von 0,02 µNm und einem Auslenkwinkel von 0,1 µrad verlässliche Messwerte. Der tatsächliche realisierbare Messbereich hängt jedoch auch von der zu prüfenden Probe und dem Trägheitsmoment des Messsystems ab.
In der Praxis wird nicht mehr als eine der physikalischen Größen Amplitude, Frequenz, Normalkraft oder Temperatur gleichzeitig pro Testabschnitt variiert.